# Bledius rotundicollis
Bledius rotundicollis är en skalbaggsart som beskrevs av Leconte 1877. Bledius rotundicollis ingår i släktet Bledius och familjen kortvingar. Inga underarter finns listade i Catalogue of Life.